# Listy federalistů

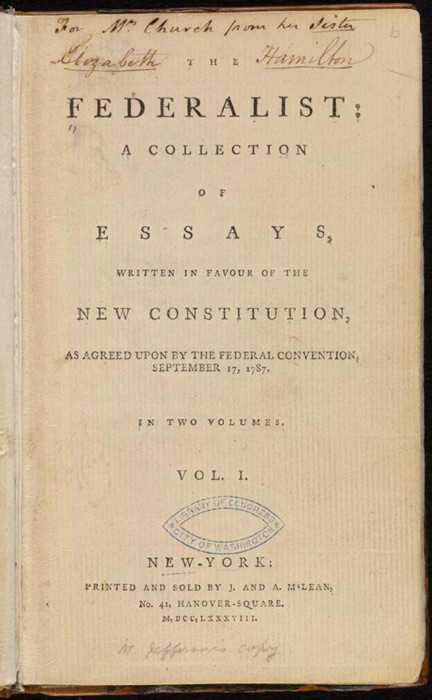
Titulní stránka prvního vydání (1788)

Listy federalistů je sbírka 85 článků, jejichž autory jsou Alexander Hamilton, James Madison a John Jay. Tito autoři články nepublikovali pod svým jménem, ale pod společným pseudonymem „Publius“. Záměr, s nímž články publikovali, byla ratifikace Ústavy Spojených států amerických ve státě New York. Eseje měly za cíl přesvědčit voliče, aby ve volbách zvolili ty delegáty, kteří byli PRO ratifikaci nové ústavy. Sbírka byla známá jako The Federalist, až ve 20. století se začal používat název Listy federalistů (The Federalist Papers).
Prvních 77 esejí bylo publikováno sériově v Independent Journal, New York Packet a The Daily Advertiser mezi říjnem 1787 a dubnem 1788. Kompilace původních 77 esejí s 8 dalšími vyšla jako The Federalist: A Collection of Essays, Written in Favour of the New Constitution, as Agreed upon by the Federal Convention, September 17, 1787 (The Federalist: Sbírka esejů, napsaných ve prospěch nové ústavy, jak bylo dohodnuto Federální konvencí, 17. září 1787). Proti federalistům vycházely články také z opozičního tábora známé jako Antifederalistické listy (Anti-Federalist Papers), jejichž autoři se podepisovali jako „Cato“ (nejspíše George Clinton) nebo jako „Brutus“ (nejspíše Robert Yates). Pseudonym „Publius“, pod nímž autoři vydávali svá díla, vychází od Publia Valeria, známého také jako Publicola (což znamenalo „přítel lidu“), který jakožto římský aristokrat pomohl se svržením monarchie a založením republiky.

## Okolnosti vzniku
Roku 1776 vyhlásily Spojené státy Deklaraci nezávislosti, čímž se osamostatnily od britského impéria. Roku 1777 došlo k sepsání 13 článků konfederace, jejichž platnost započala roku 1781. Ukázalo se, že konfederační vláda ve Spojených státech nefunguje tak dobře, jak bylo zamýšleno, a šlo spíše o volné sdružení států. Články konfederace byly sepsány provizorně a jsou často označovány jako předchůdce ústavy. Neexistovala společná výkonná složka, soudní moc ani společná daňová politika. Společná armáda byla udržována z příspěvků jednotlivých států, které do společné kasy nepřispívaly zcela ochotně. Tyto problémy s konfederačními články se měly vyřešit na Kongresu ve Philadelphii roku 1787, který proběhl za účelem sepsání nové ústavy, a mezi státy panovala obava ze ztráty právě získané nezávislosti, která byla spojovacím prvkem všech států.
Aby si státy udržely svou nezávislost, rozhodli se delegáti sepsat novou ústavu, která konfederaci přetvářela v Unii, čímž by došlo k posílení federální vlády. Nová státní forma měla regulovat všechny tři složky moci, včetně regulace měny a výběru daní, díky čemuž by se vyřešili problémy s financováním společné armády.  Aby byl návrh nové ústavy přijat, musel být ratifikován nejméně 9 ze 13 států, nicméně cílem byla ratifikace všemi státy z důvodu posílení legitimity ústavy. Ratifikace ústavy probíhala tak, že se v každém státě volil zvláštní ratifikační konvent. Občané volili jednotlivé delegáty, kteří byli buď pro nebo proti ratifikaci. Aby občané podpořili delegáty hlasující pro ratifikaci, bylo potřeba vysvětlit občanům jednotlivé principy nové ústavy a vyvrátit obavy konfederalistů. Myšlenkový základ nové ústavy tvoří především myšlení Charlese Louise Montesquieu a Johna Locka.

## Autorství
V době vydání jednotlivých listů zůstávali autoři v anonymitě, jelikož jak Hamilton, tak Madison byli přítomni u vytváření nové ústavy, a tak by jejich přiznané autorství snižovalo legitimitu Federalistů. [AR1] Sám James Madison je nazýván jako „otec Ústavy“, zejména díky jeho požadavku na tři složky vlády a dvoukomorový kongres (Senát a Sněmovnu reprezentantů). Tyto své návrhy formuloval v takzvaném Virginském plánu, který byl sice během debat o nové ústavě výrazně změněn, přesto je ale považován za základ nové ústavy.  Až po Hamiltonově smrti se na veřejnost dostal dopis, ve kterém si přisuzoval autorství velké části Listů.
Douglas Adair, americký historik, provedl analýzu jednotlivých listů a autorství. Výsledky jeho práce následně potvrdila také počítačová analýza. Na základě těchto dvou studií jsou autorství jednotlivých článků Listů přidělena následovně:
·      Alexander Hamilton (51 článků: č. 1, 6–9, 11–13, 15–17, 21–36, 59–61 a 65–85)
·      James Madison (29 článků: č. 10, 14, 18–20, 37–58 a 62–63)
·      John Jay (5 článků: č. 2–5 a 64)
Články č. 18, 19 a 20 jsou uváděny jako společné dílo Hamiltona a Madisona, Adair však jejich autorství přisuzuje pouze Madisonovi.
Všechny Listy byly vydány velmi rychle v průběhu šesti měsíců, někdy se v novinách objevily i tři nebo čtyři články týdně. Články byly široce čteny, přestože byly psány a publikovány ve spěchu. Díky tomuto vysokému tempu publikování neměli antifederalisté prakticky žádný prostor pro sepsání odpovědí na argumenty prezentované ve článcích.

## Obsah[11]
| #  | datum                                                 | Titul                                                                                            | Autor              |
| -- | ----------------------------------------------------- | ------------------------------------------------------------------------------------------------ | ------------------ |
| 1  | 27. října 1787                                        | Obecný úvod                                                                                      | Alexander Hamilton |
| 2  | 31. října 1787                                        | O nebezpečích způsobených cizí silou a vlivem                                                    | John Jay           |
| 3  | 3. listopadu 1787                                     | Pokračování stejného tématu: Nebezpečí způsobená cizí silou a vlivem                             | John Jay           |
| 4  | 7. listopadu 1787                                     | Pokračování stejného tématu: Nebezpečí způsobená cizí silou a vlivem                             | John Jay           |
| 5  | 10. listopadu 1787                                    | Pokračování stejného tématu: Nebezpečí způsobená cizí silou a vlivem                             | John Jay           |
| 6  | 14. listopadu 1787                                    | O nebezpečích vyplývajících z neshod mezi státy                                                  | Alexander Hamilton |
| 7  | 15. listopadu 1787                                    | Pokračování stejného tématu: Nebezpečí plynoucí z neshod mezi státy                              | Alexander Hamilton |
| 8  | 20. listopadu 1787                                    | Důsledky nepřátelství mezi státy                                                                 | Alexander Hamilton |
| 9  | 21. listopadu 1787                                    | Užitečnost Unie jako ochrana proti domácí frakci a povstání                                      | Alexander Hamilton |
| 10 | 22. listopadu 1787                                    | Pokračování stejného tématu: Unie jako ochrana proti domácí frakci a povstání                    | James Madison      |
| 11 | 24. listopadu 1787                                    | Užitečnost Unie ve vztahu k obchodním vztahům a námořnictvu                                      | Alexander Hamilton |
| 12 | 27. listopadu 1787                                    | Užitečnost Unie ve vztahu k příjmům                                                              | Alexander Hamilton |
| 13 | 28. listopadu 1787                                    | Výhoda unie z hlediska ekonomiky ve vládě                                                        | Alexander Hamilton |
| 14 | 30. listopadu 1787                                    | Vyřízeny námitky k navrhované ústavě z rozsahu území                                             | James Madison      |
| 15 | 1. prosince 1787                                      | Nedostatek současné konfederace k zachování unie                                                 | Alexander Hamilton |
| 16 | 4. prosince 1787                                      | Pokračování stejného tématu: Nedostatek současné konfederace k zachování Unie                    | Alexander Hamilton |
| 17 | 5. prosince 1787                                      | Pokračování stejného tématu: Nedostatek současné konfederace k zachování Unie                    | Alexander Hamilton |
| 18 | 7. prosince 1787                                      | Pokračování stejného tématu: Nedostatek současné konfederace k zachování Unie                    | James Madison      |
| 19 | 8. prosince 1787                                      | Pokračování stejného tématu: Nedostatek současné konfederace k zachování Unie                    | James Madison      |
| 20 | 11. prosince 1787                                     | Pokračování stejného tématu: Nedostatek současné konfederace k zachování Unie                    | James Madison      |
| 21 | 12. prosince 1787                                     | Jiné vady současné konfederace                                                                   | Alexander Hamilton |
| 22 | 14. prosince 1787                                     | Pokračování stejného tématu: Jiné vady současné konfederace                                      | Alexander Hamilton |
| 23 | 18. prosince 1787                                     | Nezbytnost vlády tak energické, jaká byla navržena pro zachování Unie                            | Alexander Hamilton |
| 24 | 19. prosince 1787                                     | Schopnosti nezbytné pro společnou obranu                                                         | Alexander Hamilton |
| 25 | 21. prosince 1787                                     | Pokračování stejného tématu: Síly nezbytné pro společnou obranu                                  | Alexander Hamilton |
| 26 | 22. prosince 1787                                     | Zvažována myšlenka omezení zákonodárné autority s ohledem na společnou obranu                    | Alexander Hamilton |
| 27 | 25. prosince 1787                                     | Pokračování stejného tématu: Myšlenka omezit zákonodárnou moc v souvislosti se společnou obranou | Alexander Hamilton |
| 28 | 26. prosince 1787                                     | Pokračování stejného tématu: Myšlenka omezit zákonodárnou moc v souvislosti se společnou obranou | Alexander Hamilton |
| 29 | 9. ledna 1788                                         | Ohledně milice                                                                                   | Alexander Hamilton |
| 30 | 28. prosince 1787                                     | O obecné daňové moci                                                                             | Alexander Hamilton |
| 31 | 1. ledna 1788                                         | Pokračování stejného tématu: O obecné daňové moci                                                | Alexander Hamilton |
| 32 | 2. ledna 1788                                         | Pokračování stejného tématu: O obecné daňové moci                                                | Alexander Hamilton |
| 33 | 2. ledna 1788                                         | Pokračování stejného tématu: O obecné daňové moci                                                | Alexander Hamilton |
| 34 | 5. ledna 1788                                         | Pokračování stejného tématu: O obecné daňové moci                                                | Alexander Hamilton |
| 35 | 5. ledna 1788                                         | Pokračování stejného tématu: O obecné daňové moci                                                | Alexander Hamilton |
| 36 | 8. ledna 1788                                         | Pokračování stejného tématu: O obecné daňové moci                                                | Alexander Hamilton |
| 37 | 11. ledna 1788                                        | O obtížích úmluvy při navrhování vhodné formy vlády                                              | James Madison      |
| 38 | 12. ledna 1788                                        | Stejné téma pokračovalo a nesoudržnost námitek proti novému plánu                                | James Madison      |
| 39 | 16. ledna 1788                                        | Soulad plánu s republikánskými principy                                                          | James Madison      |
| 40 | 18. ledna 1788                                        | Pravomoci úmluvy vytvořit smíšenou vládu prozkoumány a udrženy                                   | James Madison      |
| 41 | 19. ledna 1788                                        | Obecný pohled na pravomoci svěřené ústavou                                                       | James Madison      |
| 42 | 22. ledna 1788                                        | Další zvážení pravomocí svěřených ústavou                                                        | James Madison      |
| 43 | 23. ledna 1788                                        | Pokračování stejného tématu: Další zvážení pravomocí udělených ústavou                           | James Madison      |
| 44 | 25. ledna 1788                                        | Omezení autority několika států                                                                  | James Madison      |
| 45 | 26. ledna 1788                                        | Údajné nebezpečí ze strany pravomocí Unie vůči vládám států                                      | James Madison      |
| 46 | 29. ledna 1788                                        | Srovnání vlivu státu a federální vlády                                                           | James Madison      |
| 47 | 30. ledna 1788                                        | Konkrétní struktura nové vlády a rozdělení moci mezi jejími různými částmi                       | James Madison      |
| 48 | 1. února 1788                                         | Tyto útvary by neměly být natolik odděleny, aby nad sebou neměly žádnou ústavní kontrolu         | James Madison      |
| 49 | 2. února 1788                                         | Metoda ochrany před zásahy jakéhokoli ministerstva vlády                                         | James Madison      |
| 50 | 5. února 1788                                         | Pravidelné výzvy pro zvažované osoby                                                             | James Madison      |
| 51 | 6. února 1788                                         | Struktura vlády musí zajistit řádné kontroly a rovnováhy mezi různými ministerstvy               | James Madison      |
| 52 | 8. února 1788                                         | Sněmovna reprezentantů                                                                           | James Madison      |
| 53 | 9. února 1788                                         | Pokračování stejného tématu: Sněmovna reprezentantů                                              | James Madison      |
| 54 | 12. února 1788                                        | Rozdělení členů mezi státy                                                                       | James Madison      |
| 55 | 13. února 1788                                        | Celkový počet Sněmovny reprezentantů                                                             | James Madison      |
| 56 | 16. února 1788                                        | Pokračování stejného tématu: Celkový počet Sněmovny reprezentantů                                | James Madison      |
| 57 | 19. února 1788                                        | Údajná tendence nového plánu pozvednout pár na úkor mnoha                                        | James Madison      |
| 58 | 20. února 1788                                        | Námitka, že počet členů nebude navyšován s ohledem na vývoj požadavků obyvatelstva               | James Madison      |
| 59 | 22. února 1788                                        | O pravomoci Kongresu regulovat volbu členů                                                       | Alexander Hamilton |
| 60 | 23. února 1788                                        | Pokračování stejného tématu: O pravomoci Kongresu regulovat volbu členů                          | Alexander Hamilton |
| 61 | 26. února 1788                                        | Pokračování stejného tématu: O pravomoci Kongresu regulovat volbu členů                          | Alexander Hamilton |
| 62 | 27. února 1788                                        | Senát                                                                                            | James Madison      |
| 63 | 1. března 1788                                        | Senát pokračování                                                                                | James Madison      |
| 64 | 5. března 1788                                        | Pravomoci Senátu                                                                                 | John Jay           |
| 65 | 7. března 1788                                        | Pravomoci Senátu pokračování                                                                     | Alexander Hamilton |
| 66 | 8. března 1788                                        | Námitky proti pravomoci Senátu stanovit jako soud pro obžaloby                                   | Alexander Hamilton |
| 67 | 11. března 1788                                       | Oddělení výkonné moci                                                                            | Alexander Hamilton |
| 68 | 12. března 1788                                       | Způsob volby prezidenta                                                                          | Alexander Hamilton |
| 69 | 14. března 1788                                       | Skutečný charakter hlavy exekutivy                                                               | Alexander Hamilton |
| 70 | 15. března 1788                                       | Oddělení výkonné moci pokračování                                                                | Alexander Hamilton |
| 71 | 18. března 1788                                       | Doba trvání ve funkci výkonného orgánu                                                           | Alexander Hamilton |
| 72 | 19. března 1788                                       | Pokračování předchozího tématu a byla zvážena opětovná volba hlavy výkonné moci                  | Alexander Hamilton |
| 73 | 21. března 1788                                       | Ustanovení pro podporu výkonné moci a právo veta                                                 | Alexander Hamilton |
| 74 | 25. března 1788                                       | Velení vojenských a námořních sil a omilostňující moc výkonné moci                               | Alexander Hamilton |
| 75 | 26. března 1788                                       | Smlouvatvorná moc exekutivy                                                                      | Alexander Hamilton |
| 76 | 1. dubna 1788                                         | Jmenovací pravomoc exekutivy                                                                     | Alexander Hamilton |
| 77 | 2. dubna 1788                                         | Jmenovací pravomoc pokračuje a další pravomoci výkonné moci jsou zváženy                         | Alexander Hamilton |
| 78 | 28. května 1788 (kniha) 14. června 1788 (noviny)      | Soudní oddělení                                                                                  | Alexander Hamilton |
| 79 | 28. května 1788 (kniha) 18. června 1788 (noviny)      | Soudnictví pokračování                                                                           | Alexander Hamilton |
| 80 | 21. června 1788                                       | Pravomoci soudnictví                                                                             | Alexander Hamilton |
| 81 | 25. června 1788; 28. června 1788                      | Soudnictví pokračování a distribuce soudní moci                                                  | Alexander Hamilton |
| 82 | 2. července 1788                                      | Soudnictví pokračování                                                                           | Alexander Hamilton |
| 83 | 5. července 1788; 9. července 1788; 12. července 1788 | Soudnictví pokračování ve vztahu k soudu porotou                                                 | Alexander Hamilton |
| 84 | 16. července 1788; 26. července 1788; 9. srpna 1788   | Některé obecné a různé námitky proti ústavě zváženy a zodpovězeny                                | Alexander Hamilton |
| 85 | 13. srpna 1788; 16. srpna 1788                        | Závěrečné poznámky                                                                               | Alexander Hamilton |

## Obsah nejvýznamnějších listů

### List č. 1- Hamilton[12]
První esej vyšla 27. října 1787. Zde Hamilton nastiňuje témata, kterými se budou Federalisté zabývat a argumenty pro nedostatečnost konfederace.
·      Užitečnost Unie pro politickou prosperitu země
·      Nedostatky současné konfederace
·      Potřeba silné vlády schopné dosáhnout stanovených cílů
·      Soulad navrhované ústavy se skutečnými principy republikánské vlády
·      Ústava jako analogie k jednotlivým státním ústavám
·      Dodatečná bezpečnost, kterou přijetí ústavy poskytne k zachování vlády, svobodě a prosperitě

### List č. 10- Madison
Tento spis patří mezi nejuznávanější americké politické spisy. Federalista č. 10 pokračuje v tématu započatém ve federalistovi č. 9 a řeší otázku užitečnosti Unie jako ochrany proti domácím frakcím a povstání.
Tvoření frakcí je podle Madisona nevyhnutelné kvůli povaze člověka – tedy dokud budou mít lidé jiné názory, jiné množství bohatství a majetku, budou vytvářet spojenectví se sobě podobnými lidmi. Společně pak mohou pracovat také proti veřejnému zájmu a porušovat práva ostatních. Lidé se díky politické svobodě mají právo sdružovat podle svých názorů, vzniku frakcí tak nelze zabránit. Škody způsobené tvořením frakcí nelze tedy eliminovat skrze odstranění frakcí, je potřeba problému předejít jiným způsobem.
Podle něj jsou hlavním problémem většinové frakce vytvořené uvnitř společnosti, ve které pak hrozí[AR1]  tyranie většiny. Tato hrozba nastává ale pouze u demokracií na malém území, jejichž malá velikost způsobí jednoduché rozptýlení nežádoucí vášně na většinu lidí, kteří prostřednictvím demokratické vlády svou vášeň uzákoní. Demokracií je v tomto případě myšlena přímá demokracie, jejíž nežádoucí účinky vyřeší republikánská forma vlády, neboli demokracie zastupitelská, ve které je volena malá skupinka zástupců, jejichž volba je více v souladu zájmů komunity než obyčejný vlastní zájem lidí.
Následně dochází k výhodě republiky rozkládající se na velkém území. Ve velké republice se může také vyskytnout frakce propagující špatnou politiku, její moc ale bude oslabena ostatními aktéry zastupujícími zájmy jiných frakcí. Těchto frakcí bude vznikat velké množství a žádná z nich se tak nestane majoritní. V malém státě žijí občané na menším území, kde jsou zájmy většiny podobné, na rozdíl od velkého státu, kde se liší také životní podmínky a zájmy většiny. Díky tomu se budou zájmy frakcí vyvažovat.

### List č. 51- Madison
List č. 51 se zabývá prostředky, kterými lze vládě vytvořit prostředky kontroly a protiváhy, neboli systém brzd a protiváh, a obhajuje oddělení moci ve státě. Madison při psaní tohoto článku předpokládal, že lidé, kterým budou uděleny pravomoci, budou mít tendence zneužívat svou moc. Politik, kterému bude funkce svěřena, bude mít tendence překračovat hranice dané ústavou a setká se s ambicí jiného politika, který bude jeho cíle omezovat. Jednotlivé složky moci se tak budou navzájem kontrolovat a omezovat. Tyto složky jsou na sobě nezávislé, díky čemuž mohou plně vykonávat svou vyvažovací funkci.  
Samotná zákonodárná moc je v tomto systému nejsilnější, protože je skutečným hlasem lidu, má být tak rozdělena na 2 samostatné komory, které se musí na přijetí zákona shodnout, systém brzd a protiváh tak funguje také uvnitř jedné složky.
Členové každé složky moci mají být co nejméně závislí na jiných složkách, zároveň nemohou do jiných složek zasahovat, zároveň by na sobě měli být finančně nezávislí. Systém brzd a protiváh se ukazuje také u dvojí vlády, tedy u vlády federální a státní. Regionální vláda slouží jako pojistka před uzurpací moci centrální vládou. Dělba moci společně s federalismem tedy tvoří takzvanou dvojí pojistku svobody.